# Estación de Alcoletge
Alcoletge es un apeadero ferroviario con parada facultativa de la Línea Lérida-La Puebla de Segur de los Ferrocarriles de la Generalidad de Cataluña (FGC). Está situada a un kilómetro al noroeste del casco urbano de Alcoletge, en Cataluña (España). Dispone de servicios de Cercanías, atendidos por FGC.

## Situación ferroviaria
Se sitúa en el punto kilométrico 6,589 de la línea de ancho ibérico Lérida-Puebla de Segur, entre las estaciones de polígono industrial del Segre y Vilanova de la Barca, a 171 metros de altitud.
El tramo es de vía única y está sin electrificar.

## Historia
La estación fue inaugurada el 3 de febrero de 1924 con la apertura del tramo Lérida-Balaguer de la línea Lérida-Puebla de Segur, de 15,916 km de longitud contando desde Pla de la Vilanoveta. 
Las obras corrieron a cargo de la Compañía de los Caminos de Hierro del Norte, que buscaba enlazar la capital ilerdense con la localidad francesa de Sant Girons. El Plan Guadalhorce, desarrollado durante la dictadura de Primo de Rivera en 1926, preveía que la línea formaría parte del ambicioso proyecto de la gran línea internacional de 850 km de longitud que pretendía unir Baeza (Jaén) con el municipio francés de Saint-Girons (Ariège), pasando por Albacete, Utiel, Teruel, Alcañiz y Lérida. Para el tramo catalán se aprovecharía la línea Lérida-Balaguer y siguiendo el trazado del río Noguera Pallaresa, atravesaría los Pirineos por el puerto de Salau, enlazando con los ferrocarriles franceses en Saint Girons. De esta forma, la estación pasaría ser la número 089 del citado ferrocarril de Linares-Baeza a Sant Girons, encuadrada en la 5.ª sección de la gran línea proyectada. El punto kilométrico original era el 7,084 de esta sección, pero al trasladar la estación a su ubicación actual el kilometraje quedó como el reseñado más arriba. 
En 1941, con la nacionalización de la red viaria, la línea pasó a ser gestionada por RENFE.  
Tras diversos retrasos y el parón producido por la Guerra Civil, el proyecto de unir España y Francia con esta línea quedó inconcluso y solo se pudo completar la actual línea entre Lérida y Puebla de Segur en 1951, de tal suerte que la estación de Balaguer fue terminal de la misma entre 1924 y 1949, año en que se pudo prolongar la línea hasta Cellers-Llimiana.
Las obras del resto de la gran línea fueron abandonadas en 1964 cuando se había completado el 78% de la infraestructura que arrancaría de la estación de Linares-Baeza. Un informe del Banco Mundial en 1962 desaconsejó la reanudación de las obras y el proyecto fue definitivamente descartado.
El 1 de enero de 1985 estuvo previsto el cierre de la línea y solo un acuerdo con la administración autonómica de Cataluña la salvó de su cierre.
El 1 de enero de 2005, la Generalidad de Cataluña obtuvo la propiedad de la línea y su explotación mediante su operadora ferroviaria FGC. Renfe Operadora aún permaneció explotando la línea de forma compartida hasta 2016, en que lo hizo solamente FGC.

## La estación

Recorrido de la línea Lérida-Puebla de Segur en Cataluña

La estación actual de Alcoletge tiene una sola vía y andén a la derecha, sentido Puebla de Segur. El andén dispone de una marquesina-refugio habitual de la línea y bancos para proteger a los viajeros de las inclemencias del tiempo. También dispone de un punto de información dotado de un interfono comunicado con el centro de control de la línea. Durante unos meses del año 2016 se dio la circunstancia de que los trenes iban operados por dos maquinistas, uno de FGC y otro de Renfe, dada la falta de homologación de los nuevos trenes de la serie 331.
En 2001, con la renovación de la línea entre Lérida y Balaguer, se derribó el edificio de viajeros y muelle de mercancías, se retiró la vía de apartado y la muerta, trasladando la estación a su ubicación actual unos metros hacia el sur, construyendo el actual andén. En 2016 se renovaron los elementos de la estación para adaptarla a la habitual de FGC.
Desde enero de 2018, la estación tiene parada facultativa, por lo que hay que solicitar la parada del tren pulsando el botón correspondiente del punto de información del andén que enciende una luz y avisa al maquinista, o bien desde el mismo tren para avisar de la intención de apearse.

## Servicios ferroviarios
Las unidades habituales son las de la Serie 331 de FGC, fabricadas por Stadler Rail en Zúrich, que fueron probadas en las instalaciones de Pla de Vilanoveta. Entraron en servicio el 17 de febrero de 2016, mediante la unidad 333.01 en su primer servicio entre Lérida y Puebla de Segur, sustituyendo a los antiguos TRD de la serie 592 de Renfe.
Efectúan parada facultativa los trenes de las siguientes líneas. Los principales destinos que se pueden alcanzar de forma directa son Lérida, Balaguer y Puebla de Segur.
| origen/destino  | anterior/siguiente            | Línea              | siguiente/anterior     | destino/origen |
| --------------- | ----------------------------- | ------------------ | ---------------------- | -------------- |
| Lérida-Pirineos | Polígono industrial del Segre |                    | Villanueva de la Barca | Balaguer       |
| Lérida-Pirineos | Polígono industrial del Segre | La Puebla de Segur | Villanueva de la Barca |                |